# José Juan Martínez Gómez
José Juan Martínez Gómez (Almeria, 1957), conegut amb el sobrenom d'El Rubio, és un exdelinqüent i activista polític espanyol, conegut principalment per la seva implicació en l'assalt al Banco Central de Barcelona el 23 de maig de l'any 1981. Va ser una figura controvertida dins el món del crim organitzat durant les dècades de 1970 i 1980. La seva vida ha estat marcada per nombrosos conflictes amb la llei, el seu pas per la presó i els seus canvis ideològics, des de la militància en grups paramilitars fins a l'anarquisme.
Martínez va passar una part important de la seva adolescència en reformatoris. Va entrar en contacte amb cercles delictius des de molt jove, una situació que va definir el seu futur. Encara adolescent, va començar a cometre atracaments, un camí que el va portar diverses vegades a la presó. La seva activitat, però, també va estar lligada a la seva implicació política, va militar a la CNT i es va vincular a grups radicals i a la lluita contra el règim franquista, per la qual cosa va ser empresonat i, més tard, amnistiat el 1977. A la presó va ser membre de la Coordinadora de Presos en Lluita (COPEL). Va viure exiliat a França durant un temps.
Durant l'assalt al Banco Central, Martínez va dur a terme la missió que, segons ell, li havia ordenat el tinent coronel Emilio Alonso Manglano, cap del Centre Superior d'Informació de la Defensa (CESID) en aquell moment. La seva tasca consistia a recuperar uns documents comprometedors per a la monarquia espanyola, relacionats amb el cop d'estat del 23 de febrer de 1981. Després de liderar l'assalt al Banco Central de Barcelona, Martínez va ser condemnat a la pena màxima de 30 anys de presó, als 25 anys d'edat. Durant el seu temps en diversos penals espanyols, va aconseguir escapar-se en més d'una ocasió. Finalment, va ser alliberat el 2016 després de complir la seva pena, iniciant una nova etapa en la seva vida després de diversos anys de desavinences judicials.
Martínez va assessorar els creadors de la sèrie de Netflix Asalto al Banco Central, estrenada a la plataforma el novembre de 2024, oferint la seva visió i relat personal sobre l'atracament de 1981. La sèrie va estar protagonitzada per Miguel Herrán, conegut per La casa de papel i Élite, en el paper de Martínez.